# Philip Giebler

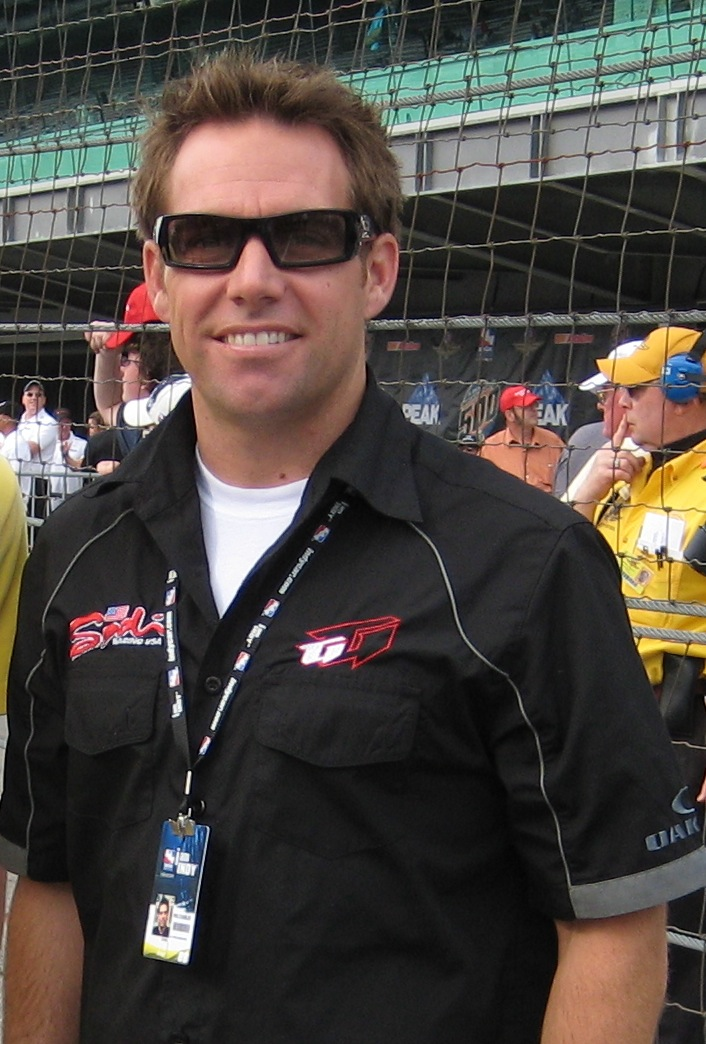
Giebler in 2008

Philip Giebler (Oxnard, 5 maart 1979) is een Amerikaans autocoureur.
In 2003 ging hij in de Formule 3000 racen, maar moest halverwege het seizoen afhaken omdat zijn team ermee ophield. In 2004 stapte hij over naar de Infiniti Pro Series en de Toyota Atlantic, waar hij in de IPS een overwinning haalde op Homestead-Miami Speedway, voordat hij benoemd werd als een coureur voor A1 Team Verenigde Staten in de A1GP, waar hij in de eerste twee seizoenen enkele races reed voordat hij werd vervangen door Jonathan Summerton.
Hij nam deel aan de Indianapolis 500 in 2007, waar hij zich als 33e en laatste kwalificeerde en uitviel op de 29e plaats. In 2008 nam hij ook deel, maar kwalificeerde zich niet.

## A1GP resultaten
| Jaar    | Inschrijving             | 1         | 2         | 3         | 4          | 5          | 6          | 7         | 8         | 9         | 10        | 11         | 12         | 13         | 14         | 15         | 16        | 17      | 18      | 19      | 20      | 21         | 22         | Rang | Punten |
| ------- | ------------------------ | --------- | --------- | --------- | ---------- | ---------- | ---------- | --------- | --------- | --------- | --------- | ---------- | ---------- | ---------- | ---------- | ---------- | --------- | ------- | ------- | ------- | ------- | ---------- | ---------- | ---- | ------ |
| 2005-06 | A1 Team Verenigde Staten | GBR SPR   | GBR FEA   | GER SPR   | GER FEA    | POR SPR    | POR FEA    | AUS SPR   | AUS FEA   | MAL SPR   | MAL FEA   | UAE SPR 13 | UAE FEA NF | RSA SPR 13 | RSA FEA NF | IND SPR 15 | IND FEA 9 | MEX SPR | MEX FEA | USA SPR | USA FEA | CHN SPR 14 | CHN FEA 10 | 16   | 23     |
| 2006-07 | A1 Team Verenigde Staten | NED SPR 7 | NED FEA 2 | CZE SPR 6 | CZE FEA 17 | BEI SPR 11 | BEI FEA NF | MAL SPR 9 | MAL FEA 6 | IND SPR 4 | IND FEA 9 | NZL SPR    | NZL FEA    | AUS SPR 8  | AUS FEA 8  | RSA SPR    | RSA FEA   | MEX SPR | MEX FEA | SHA SPR | SHA FEA | GBR SPR    | GBR FEA    | 9    | 42     |